# Lamas e Cercal
Lamas e Cercal (llamada oficialmente União das Freguesias de Lamas e Cercal) es una freguesia portuguesa del municipio de Cadaval, distrito de Lisboa.

## Historia
Fue creada el 28 de enero de 2013 en aplicación de una resolución de la Asamblea de la República de Portugal promulgada el 16 de enero de 2013 con la unión de las freguesias de Cercal y Lamas, pasando su sede a estar situada en la antigua freguesia de Lamas.

## Demografía
| Gráfica de evolución demográfica de Lamas e Cercal entre 2011 y 2021 |
|                                                                      |
| Datos según el nomenclátor publicado por el INE portugués.           |